# مایکل جی ماسیمینو
مایکل جی ماسیمینو (به انگلیسی: Michael James Massimino) فضانورد اهل ایالات متحده آمریکا است که در ۱۹ اوت ۱۹۶۲ میلادی در اوکنساید، نیویورک زاده شد. وی در مأموریت اس‌تی‌اس-۱۰۹، اس‌تی‌اس-۱۲۵ حضور داشته است.